# Persecuciones venideras
Las persecuciones venideras, Mateo 10:16-23, forman parte del discurso de Jesús sobre la misión de sus discípulos. Inmediatamente antes de estos versículos, les había encomendado evangelizar a los israelitas con su autoridad. Tan pronto como lo hizo, pasó a hablarles de las persecuciones a las que serían sometidos por su causa, antes de pasar a describirles el mundo a la luz de sus enseñanzas.

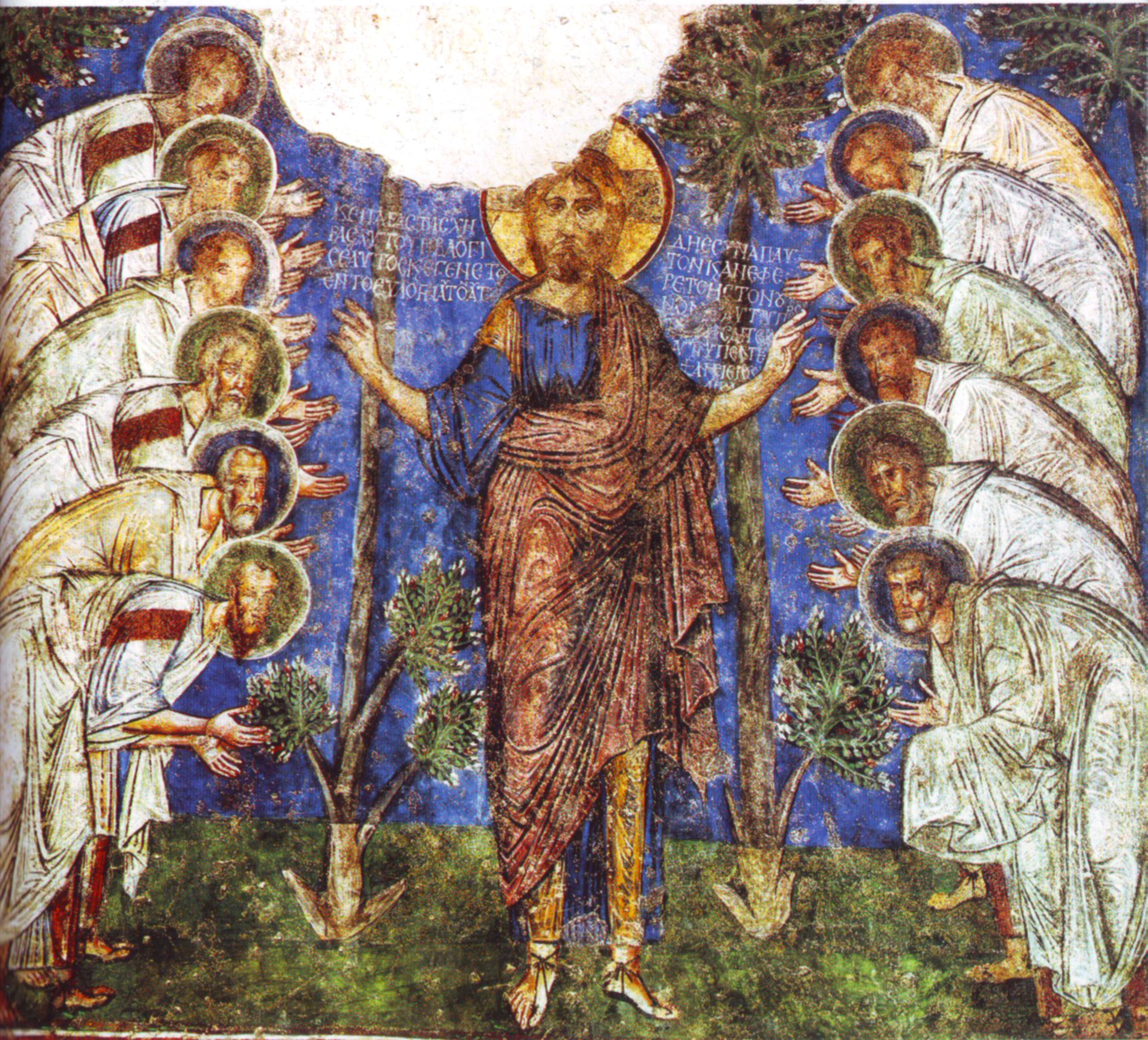
Jesús con los doce apóstoles

## 10:16 Necesidad de astucia e inocencia
He aquí que os envío como ovejas en medio de lobos; sed, pues, prudentes como serpientes y sencillos como palomas.

La inserción de «he aquí» en medio de su encargo a los Doce Apóstoles llama la atención sobre lo que Jesús comienza a decir aquí. Esto marca esta sección como distinta de la parte anterior de sus instrucciones a los discípulos. Después de llamar la atención de los discípulos con «he aquí», Jesús dice, literalmente, «Yo, yo mismo, os envío...». Aunque en un tiempo verbal diferente, se trata de una cita de la lectura de la Septuaginta del Éxodo 3:12, donde Dios encargó a Moisés que sacara a los israelitas de Egipto. Esto habría llamado la atención de los discípulos sobre el hecho de que se les estaba encargando ser los líderes del pueblo de Dios, al igual que Moisés.
Los envía como ovejas entre lobos, lo que nos recuerda el tiempo mesiánico previsto en Isaías 11:6, que dice que el lobo habitará con el cordero. Referirse a ellos como ovejas también destaca el peligro al que se enfrentarán en su misión. Llama la atención sobre la comunidad de Jesús como el verdadero Israel, porque la literatura judía había utilizado tradicionalmente la imagen de las ovejas y los lobos para referirse a Israel y a las naciones. Dado que este versículo sigue a la envío de los doce por parte de Jesús exclusivamente a los israelitas, los judíos hostiles a su reino son ahora implícitamente presentados como lobos.
Cuando les dice que sean tan prudentes como las serpientes, se refiere a la historia del Edén en el Génesis, donde la serpiente es llamada «astuta», pero el término griego es el mismo aquí y allí (en Génesis 3:1). Esta sabiduría implica evitar el peligro, pero solo de manera coherente con su misión. Su sabiduría debe ser para la autopreservación, en lugar de hacer daño a los demás como hizo la serpiente del Génesis. Agustín de Hipona veía esto como una analogía en la que Jesús llamaba a los cristianos a ofrecer todo su cuerpo a los perseguidores en lugar de su cabeza, como hacen las serpientes (que enrollan su cuerpo alrededor de la cabeza para protegerla). Esto se enfatiza al emparejar el mandamiento de ser como serpientes con el mandamiento de ser como palomas.
Ordenarles que sean inocentes como palomas les dice a los discípulos que tengan intenciones puras; en otros lugares, es una característica de aquellos que tienen integridad.  El significado literal de la palabra griega traducida como «inocente» es «sin mezcla».  En otros lugares del Nuevo Testamento se utiliza con un significado relacionado con la sencillez de los niños, y pretende instruir a los doce para que se dediquen por completo a la misión que les ha encomendado Jesús. Esto demuestra aún más que la astucia de las serpientes y la inocencia de las palomas, aunque diferentes, no están reñidas. Dado que en aquella época se utilizaban las palomas para simbolizar a Israel, el texto señala además a los doce como el centro del verdadero Israel.
Parece que en la época de Jesús era habitual asociar la afirmación sobre las serpientes con otra sobre las palomas. Aunque la sabiduría de la serpiente tiene una connotación positiva, también pretende contrastar con la inocencia de las palomas.

## 10:17 Persecución por parte de los judíos
Guardaos de los hombres, porque os entregarán a los concilios y os azotarán en sus sinagogas

En este versículo, los lobos se ven de manera vaga como «hombres» o «gente». Sin embargo, parece apuntar a la persecución por parte de los funcionarios judíos, porque el resto del versículo se refiere a sentencias judiciales llevadas a cabo en el mundo judío de la época.
Algunos comentaristas ven esto como una redacción en la que Mateo escribe a la luz de una «grave división» entre el judaísmo y el cristianismo, porque los doce serán azotados en «sus» sinagogas, presumiblemente en oposición a la idea de sinagogas de cristianos judíos o sinagogas compartidas por ambos grupos. Hagner lo ve además como una redacción porque la frase continúa en el versículo 18 en referencia al testimonio a las naciones, lo que habría sido el caso en la Iglesia posterior, pero no en el momento de este discurso de Jesús. Por el contrario, R. T. France ve que Jesús sí pronunció estas palabras aquí, y que estaba mirando hacia el futuro de la vida de la comunidad desde este punto temprano. De manera similar, Davies y Allison ven esto como una prueba de que la comunidad de Mateo seguía estando cerca de las comunidades judías, porque este versículo indica que se sometían a la autoridad de las sinagogas (judías). En general, el evangelio de Mateo es adecuado para una comunidad estrechamente relacionada con el judaísmo, debido a su mesianismo y al énfasis en la alianza de Abraham. 
«Consejos» es literalmente «sanedrín», y se refiere necesariamente a los órganos de gobierno locales y no al Sanedrín nacional de Jerusalén, porque aquí el griego está en plural. 

«Sinagogas» se traduce como «asambleas» porque France ve una diferencia en su función con respecto a los usos anteriores de la palabra en Mateo, que significa un lugar de culto y enseñanza.  Esto apunta a la idea de que «sinagoga» podría referirse a una agrupación de la comunidad, más que a un edificio utilizado para el culto. Leon Morris señala que las sinagogas no solo eran lugares de culto y enseñanza, sino también de juicios y administración de justicia.
Dado que «sinagoga» podría referirse a una asamblea más que a un edificio, podría haber una conexión entre ser entregado a los consejos y ser azotado en las sinagogas, como se ve en el caso de los apóstoles en Hechos 5: ser llevados ante el Sanedrín (v. 27) y luego golpeados (v. 40). Esta flagelación consistía en los conocidos 39 azotes que se daban por las transgresiones, a ojos del sanedrín, de la ley mosaica. La creencia de Nolland se presta a esta conexión, en el sentido de que su traducción causal del verbo que une los concilios y las sinagogas («concilios, y os azotarán en...») establece una conexión más clara entre la acción de cada grupo. Además, Davies y Allison ven que «en» sus sinagogas podría traducirse «por» o «a través de» sus sinagogas. Estos puntos refuerzan la idea de que la sinagoga podría referirse a una reunión oficial de la comunidad, similar al Sanedrín, que habría ejercido la autoridad de los castigos deuteronomistas.

## 10:18 La misión de los apóstoles ante los gobernantes gentiles
y seréis arrastrados ante gobernadores y reyes por mi causa, para dar testimonio ante ellos y ante los gentiles.

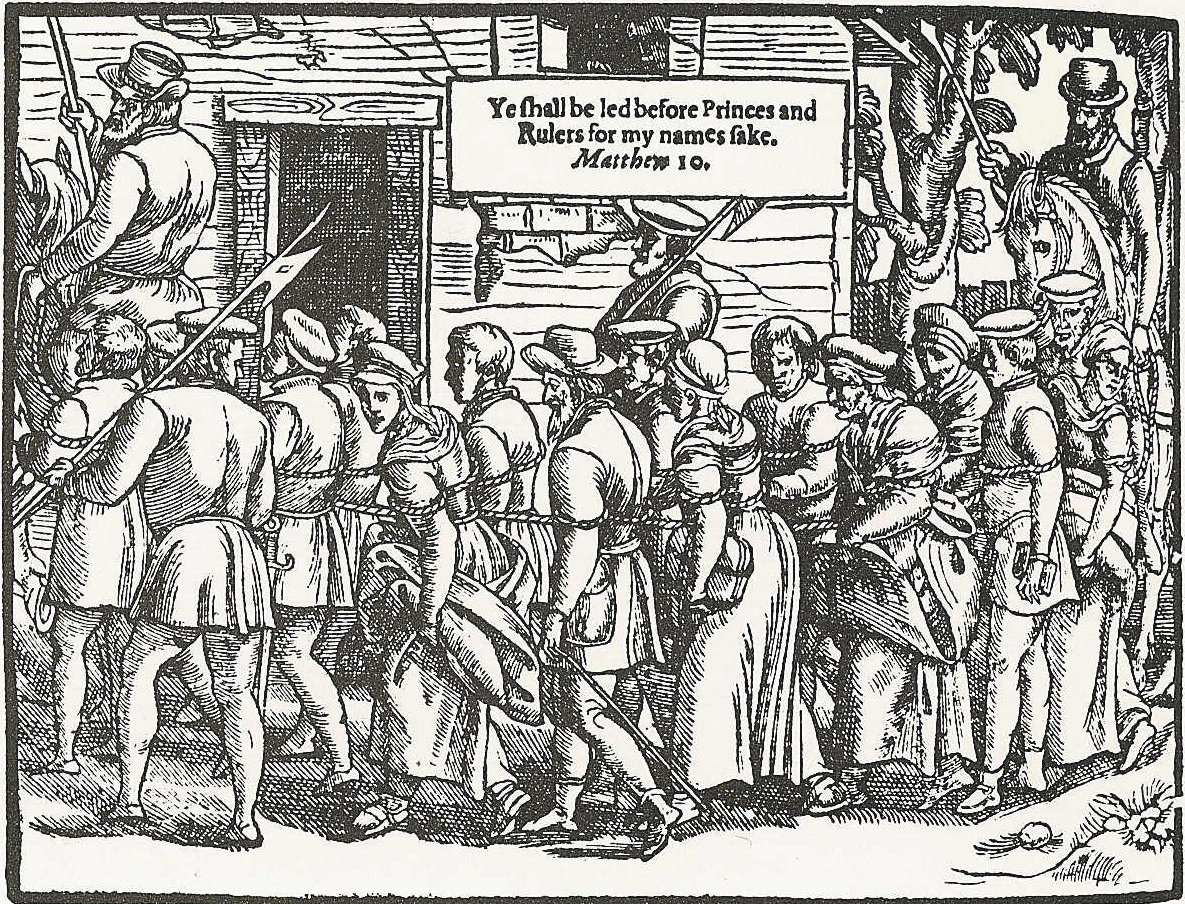
Seréis llevados ante príncipes y gobernantes por causa de mi nombre. De Foxe's Book of Martyrs, que representa a campesinos arrestados, atados con cuerdas y conducidos a Londres para ser juzgados.

Este versículo traslada la misión de los Doce Apóstoles, que antes se limitaba a los judíos, y apunta hacia su misión entre los gentiles. Hasta este punto del evangelio de Mateo, el ministerio de Jesús se había desarrollado en Galilea. Pero en aquella época, Galilea no tenía gobernador ni rey romano. (R.T. France distingue entre reyes y tetrarcas, que era el título del Herodes Antipas de la región). Sobre esta base, los comentaristas ven el versículo 18 como un gran salto con respecto al versículo siguiente. Sin embargo, algo que France señala pero no parece interesarle es que cuatro capítulos más adelante, Mateo se refiere a Herodes como «rey». Esto sugiere que deberíamos decir que en aquel momento Galilea sí tenía un rey; y si Galilea tenía un rey en el momento en que Jesús dijo esto, este versículo no es tan revolucionario como algunos lo pintan. Davies y Allison interpretan el versículo de manera que no es necesario imaginar la acción de los Doce fuera de Palestina, ya que había muchos funcionarios romanos en la tierra a quienes podían dar testimonio. 
El término traducido como «gobernadores» es ἡγεμόνας (hēgemonas), que significa simplemente «líderes», mientras que «reyes» es βασιλεῖς (basileis).
Por lo tanto, contrasta notablemente con el comienzo de la misión de Jesús, cuando les dice a los doce que no se acerquen a los samaritanos, y mucho menos a las naciones. La pluralidad de gobernadores y reyes sugiere la situación de la Iglesia después de la visión de Pedro en Hechos. Morris cree que esto muestra un cambio en el significado de Jesús, que antes hablaba de la misión inmediata para la que enviaba a sus doce a Galilea, y ahora habla de sus misiones posteriores a los gentiles. Esto se debe a que su misión restringida al pueblo de Israel no les habría puesto en contacto con los gobernadores y reyes de los que hablaba. 
«Dar testimonio ante ellos» es problemático porque no queda claro en la sintaxis griega a quién se refiere «ellos». Podría referirse a los reyes y gobernadores, a los concilios y sinagogas, o a ambos. Este pasaje está «tomado principalmente de Mc 13,9-13», y en esa versión, «y los gentiles» no sigue a «delante de ellos». Sin embargo, tampoco está claro a quién se refiere «ellos» en ese pasaje. Este hecho, junto con el hecho de que dar testimonio ante los gobernadores y reyes habría sido dar testimonio simultáneamente ante los gentiles sobre los que ellos gobernaban, sugiere que «ellos» se refiere a los concilios y sinagogas. Habría sido redundante que Mateo el Evangelista añadiera «y a los gentiles» a su texto original, si consideraba que «ellos» se refería de alguna manera a los reyes y gobernantes.
El hecho de que los doce serán «arrastrados» ante los gobernantes de las naciones recuerda al lector cómo los doce serán como ovejas entre lobos.

## 10:19-20 Providencia de las palabras
Cuando os entreguen, no os preocupéis por cómo vais a hablar ni qué vais a decir, porque en esa hora se os dará lo que debéis decir, pues no seréis vosotros los que habláis, sino el Espíritu de vuestro Padre que habla por vosotros.

El versículo 19 se conecta explícitamente con el versículo 17; el verbo en griego para «entregaros» es el mismo en ambos (así como en el versículo 21). Esto vuelve a centrar la atención en los doce que están delante de los oficiales judíos, porque este verbo no se utiliza para referirse a los doce que son llevados ante los oficiales gentiles. Si Mateo hubiera querido referirse también a los doce ante los oficiales gentiles, podría haber utilizado allí también el verbo, en lugar de «arrastrados».
«No os preocupéis» es la misma expresión que se utiliza en 6:25-34. La actitud de confianza que tienen los doce cuando son entregados debe ser la misma actitud de confianza que tienen en Dios en relación con la provisión corporal.
Mateo hace que su versión de este discurso sea más íntima que la de su fuente, el Evangelio de Marcos, al decir que quien hablará es «el Espíritu de vuestro Padre» (τὸ Πνεῦμα τοῦ Πατρὸς ὑμῶν, «to Pneuma tou Patros hymōn») en lugar de «el Espíritu Santo». Referirse a Dios como Padre de los oyentes proporciona una conexión adicional entre este pasaje y 6:25-34. También recuerda a los doce que su verdadera familia no es su familia terrenal, que pronto oirán que los entregará.
El derramamiento del Espíritu sobre los discípulos asocia su ministerio con el de Jesús, como una extensión del mismo, porque en el evangelio de Mateo las referencias al Espíritu solo se hacen en relación con su operación en el ministerio de Jesús. 
Davies y Allison sugieren que la imagen del Espíritu hablando a través de los doce es un marcador escatológico, un marcador del fin de los tiempos, porque los judíos esperaban un derramamiento especial del Espíritu de Dios en los últimos días.

## 10:21 Persecución por parte de la propia familia
El hermano entregará a la muerte al hermano, y el padre al hijo; los hijos se levantarán contra sus padres y los matarán

La visión de Jesús sobre la situación que le espera a la Iglesia es peor que al principio de este pasaje. Ahora, cuando los doce sean entregados, será por sus propios parientes, y el castigo será la pena capital en lugar de la flagelación. La escalada de la respuesta a la misión de los doce sugiere de nuevo un público más amplio que el de Galilea, Davies y Allison dicen que es claramente una expresión de la situación de los doce después de la Pascua.
El sentido escatológico se acentúa porque este versículo alude al Miqueas 7:6, que tiene un tema escatológico. Este conflicto dentro de las familias se veía como «una señal del fin» en los apócrifos judíos.
El «entregar» y el ser condenado a muerte apuntan a la ejecución por parte de las autoridades. Esto está en continuidad con el eco de los versículos 17 y 19, que tratan de la acusación ante el sanedrín. La misma palabra se utiliza en 10:4 de la traición de Judas Iscariote a Jesús.

## 10:22 Necesidad de perseverancia
y seréis odiados por todos por causa de mi nombre. Pero el que persevere hasta el fin, éste será salvo.

Este versículo es el clímax de la imagen cada vez más sombría de las persecuciones que tendrán que soportar los doce. «Por causa de mi nombre» se hace eco de «por mi causa» en el versículo 18.
La segunda mitad de este versículo no está clara. Tanto «hasta el fin» como «salvados» pueden tener múltiples significados. En otras partes de Mateo, «hasta el fin» puede referirse a la destrucción del Templo en el año 70, la Segunda Venida de Jesús, el fin de la persecución, el fin de los tiempos o el fin de la vida de un individuo. France señala que no hay contexto para determinar con certeza a qué se refiere aquí, y opta por interpretarlo como el tiempo que sea necesario para ser salvado, en referencia al resto del versículo. Por lo tanto, no cree que se refiera a ningún acontecimiento histórico o escatológico en particular. Hill rechaza esto, diciendo que «hasta el fin» no se refiere a la muerte por martirio, ni al fin de los tiempos, sino que afirma, sin razón aparente, que se refiere al fin de la persecución. Davies y Allison examinan los posibles significados y cómo se expresan en otras partes de las Escrituras, y creen que «hasta el fin» se refiere a la parusía (Segunda Venida).
France señala que «salvados» se utiliza de varias maneras diferentes en Mateo: ser salvado de la muerte física o de la enfermedad, la salvación colectiva de los pecados, la vida de un discípulo salvada al perder su vida, o puede identificarse con la entrada en el reino de Dios. Como ya les había dicho que serían martirizados (versículo 20), Jesús no se refería aquí a la salvación de la muerte o la enfermedad. Su significado tenía que estar entre los significados más espirituales de la palabra. Hagner dice que ser salvado es «entrar finalmente en la paz bendita prometida a los participantes en el reino». El Catecismo de la Iglesia Católica utiliza este versículo para orientar a los católicos hacia la esperanza de obtener la salvación.

## 10:23 Los apóstoles deben ir de pueblo en pueblo
Cuando os persigan en una ciudad, huid a otra, porque os digo que no habréis recorrido todas las ciudades de Israel antes de que venga el Hijo del hombre.

Recorrer todas las ciudades de Israel puede referirse tanto a los doce que se quedan sin ciudades a las que huir, como a la finalización de la evangelización de Israel. Sin embargo, dado que ambos conceptos están tan estrechamente relacionados —uno ocurrirá cuando ocurra el otro—, poco importa cuál se lea. El Hijo del hombre es una figura tomada del Daniel 7, y su uso por parte de Jesús es autorreferencial.  Daniel 7:13 dice: «...vino uno como un hijo del hombre, y llegó hasta el Anciano de días y fue presentado ante él». La venida del Hijo del hombre se ha interpretado como la parusía, la destrucción del Templo de Jerusalén, o algún gran acontecimiento de la historia cristiana primitiva (por ejemplo, la Resurrección, la Ascensión, o Pentecostés).La parusía se rechaza por estar demasiado alejada del contexto galileo del ministerio público de Jesús, donde pronunció estas palabras a los doce.  Hagner rechaza los primeros momentos decisivos del cristianismo por ser demasiado tempranos para que se hubiera desarrollado la persecución de los versículos anteriores. Partiendo del contexto de «Hijo del hombre» en Daniel 7, donde la figura se acerca a Dios, Morris considera que el significado de la misteriosa frase es la resurrección o la ascensión. Señala que en aquel momento aún quedaba trabajo por hacer en Israel.  Esto es menos natural que la interpretación de Hagner, porque no fue hasta después de Pentecostés cuando los doce fueron perseguidos, tal y como se describe en los versículos 17-22. Morris parece haber olvidado que él mismo señaló esto mismo: solo unos versículos antes, Jesús había pasado a hablar de la situación de la Iglesia después de su partida. No parece haber nada aquí que indique que Jesús haya vuelto a hablar de la misión de los discípulos mientras aún estaban allí acompañado por él mismo.

Hagner interpreta la venida del Hijo del hombre como una referencia a la destrucción del Templo, la venida del Hijo del hombre como su juicio sobre Israel. Este marco temporal permitió el desarrollo del tipo de persecución descrita en los versículos anteriores. Así, Hagner interpreta los versículos en el sentido de que la misión exclusiva de los doce en Israel no terminará antes del año 70, cuando el centro de la historia de la salvación pasará de los judíos a los gentiles. 
Giblin se aleja de ver la venida del Hijo del hombre en términos temporales. En lugar de interpretar el versículo en el sentido de que la venida del Hijo del hombre interrumpe la misión de recorrer las ciudades de Israel, lo traduce en el sentido de que la venida del Hijo del hombre completa y cumple esta misión.  «Lo que el texto tiene en mente no es un único acontecimiento histórico como tal, sino una comprensión teológica de la misión de la Iglesia». Las palabras están dirigidas a toda la Iglesia, porque es apostólica.
France llega a una conclusión similar a la de Giblin. Señala que en Daniel 7, la venida del Hijo del hombre es a Dios, y no hay indicación alguna de una venida a la tierra. El verbo utilizado en la LXX Daniel 7 y en las alusiones a él es distinto de parousia, por lo que Mateo no parece querer transmitir parousia cuando habla de la venida del Hijo del hombre. France interpreta la venida del Hijo del hombre no como un acontecimiento histórico concreto, sino como la entronización, la reivindicación y la investidura de Jesús. Esto parece llevar al lector hacia la Resurrección o la Ascensión, pero anteriormente había dicho que no debemos pensar en ello como un momento concreto en el tiempo. Comenzó con la resurrección, pero continúa a lo largo de la historia de la Iglesia hasta el Juicio Final.
Al igual que inserta «he aquí» en el versículo 16 para marcar el comienzo de la sección, Mateo marca el final de la sección con «en verdad os digo», lo que es paralelo al final de la sección anterior, en 10:15.</ref> El paralelismo aquí con el versículo 15, y en el 16 con los versículos 5-6 (ovejas), establece una fuerte conexión entre los dos pasajes. Ulrich Luz identifica «entregar» como el tema de este pasaje, lo que sirve para distinguirlo de la sección de la misión de los versículos 5-15.